# Église Saint-Martin de Sauteyrargues
L'église Saint-Martin de Sauteyrargues est une église romane située à Sauteyrargues dans le département français de l'Hérault en région Occitanie.

## Historique
L'église Saint-Martin de Sauteyrargues fut construite au XIIe siècle : elle est mentionnée sous le nom d'Ecclesia S. Martini de Santairanicis en 1161 dans le cartulaire de l'évêché de Maguelone.
Elle fait l'objet d'une inscription au titre des monuments historiques depuis le 27 août 1975.

## Architecture
L'église possède un chevet composé d'une abside semi-circulaire édifié en pierre de taille assemblée en appareil irrégulier. Cette abside est percée d'une baie cintrée à double ébrasement flanquée de colonnettes à chapiteaux sculptés.